# Józef Węglarz
Józef Węglarz (ur. 26 stycznia 1949 w Kierlikówce) – polski metodyk wychowania fizycznego, doktor nauk o kulturze fizycznej, emerytowany docent Państwowej Wyższej Szkoły Zawodowej w Tarnowie i prorektor (w latach 2007–2015) ds. studenckich tej uczelni.

## Życiorys
Ukończył w 1978 Akademię Wychowania Fizycznego w Krakowie. W latach 1983–1992 był wykładowcą Studium Nauczycielskiego w Tarnowie. W latach 1992–1996 pełnił funkcję doradcy metodycznego nauczycieli wychowania fizycznego w Wojewódzkim Ośrodku Metodycznym w Tarnowie. W 2003 obronił pracę doktorską „Kultura fizyczna w świadomości osób podejmujących studia w wyższych szkołach Tarnowa”, której promotorem był dr hab. Janusz Zdebski.
W latach 2007–2015 był prorektorem ds. studenckich Państwowej Wyższej Szkoły Zawodowej w Tarnowie.
Odznaczony Brązowym Krzyżem Zasługi, Medalem Komisji Edukacji Narodowej i odznaką „Zasłużony Działacz Kultury Fizycznej”.